# Erich Richard Selei
Erich Richard Selei (n. secolul al XX-lea – d. secolul al XX-lea) a fost un pilot român de aviație, as al Aviației Române din cel de-al Doilea Război Mondial.
Sublocotenentul av. Eric Richard Selei a fost decorat cu Ordinul Virtutea Aeronautică de război cu spade, clasa Crucea de Aur cu 1 baretă (4 noiembrie 1941) pentru că „are 57 ieșiri pe front, în cursul cărora a avut cinci lupte aeriene, cu o victorie aeriană. Șef de patrulă din cei mai temerari.”, clasa Crucea de Aur cu 2 barete și clasa Cavaler (ambele la 1 iulie 1942) pentru că „a făcut parte din patrula care a înscris cea mai frumoasă și glorioasă pagină a aeronauticei în războiul contra bolșevismului. Având inițiativa atacului, a atacat o formație de 20 avioane sovietice Rata, isbutind să doboare șase din ele fără nicio pierdere”.

## Decorații
- Ordinul „Virtutea Aeronautică” de Război cu spade, clasa Crucea de Aur cu 1 baretă (4 noiembrie 1941)[1]
- Ordinul „Virtutea Aeronautică” de război cu spade, clasa Crucea de Aur cu 2 barete (1 iulie 1942)[2]
- Ordinul „Virtutea Aeronautică” de război cu spade, clasa Cavaler (1 iulie 1942)[2]